# Buchenwälder bei Althütte
Buchenwälder bei Althütte este o arie protejată (arie specială de conservare — SAC, sit de importanță comunitară — SCI) din Germania întinsă pe o suprafață de 217,19 ha, integral pe uscat.

## Localizare
Centrul sitului Buchenwälder bei Althütte este situat la coordonatele 49°20′16″N 12°45′21″E / 49.3378°N 12.7558°E.

## Înființare
Situl Buchenwälder bei Althütte a fost declarat sit de importanță comunitară în martie 2001 pentru a proteja 1 specie de animale. Situl a fost protejat și ca arie specială de conservare în aprilie 2016.

## Biodiversitate
Situată în ecoregiunea continentală, aria protejată conține 2 habitate naturale: Păduri de fag Luzulo-Fagetum, Păduri de fag Asperulo-Fagetum.
La baza desemnării sitului se află o specie protejată de  mamifere: râs eurasiatic (Lynx lynx).